# Murafüzes
Murafüzes (korábban Tropócz, szlovénül: Tropovci, vendül Tropouvci) falu Szlovéniában, Muravidéken, Pomurska régióban. Közigazgatásilag Csendlakhoz tartozik.

## Fekvése
Muraszombattól 8 km-re délnyugatra a Mura bal partján a Mokos-patak mellett fekszik.

## Története
Az 1364 karácsonyán kelt királyi oklevéllel jóvá hagyott egyezség szerint  Széchy Péter fia Miklós dalmát-horvát bán és testvére Domonkos erdélyi püspök kapták királyi adományul illetve cserében a Borsod vármegyei Éleskőért, Miskolcért és tartozékaikért Felsőlendvát és tartozékait, mint a magban szakadt Omodéfi János birtokát. Az 1366-os beiktatás alkalmával részletesebben kerületenként is felsorolják az ide tartozó birtokokat, melyek között a falu talán "Tropolch in districtu Beelmura" alakban szerepel. A település a későbbi századokon át is birtokában maradt a családnak. A felsőlendvai uradalom belmurai kerületéhez tartozott.
1687, a Széchy család fiági kihalása után a Batthyány családé lett.
1837-ben 158 lakosából 144 katolikus, 14 evangélikus volt. Ekkor a tótsági járás részét képezte. A 19. század második felében nevét Tropóczról Füzesre, majd Murafüzesre módosították. Nevében a tropovlje vend szó füzest jelent.
Vályi András szerint " TROPÓCZ. Tót falu Vas Várm. földes Ura Gr. Batthyáni Uraság, lakosai katolikusok, fekszik Tiszinához közel, ’s annak filiája; határja síkos, földgye termékeny, réttye jó, legelője, és fája elég van."
Fényes Elek szerint " Tropóc, vindus falu, Vas vmegyében, a muraszombati uradalomban: 148 kath., 10 evang. lak."
Vas vármegye monográfiája szerint " Mura-Füzes. Házszám 47, lélekszám 279. Lakosai vendek és r. kath. vallásúak. Postája Ferenczfalva, távírója Mura-Szombat."
1910-ben 310, túlnyomórészt szlovén lakosa volt. A trianoni békeszerződésig Vas vármegye Muraszombati járásához tartozott, 1919-ben átmenetileg a de facto Mura Köztársaság része lett. Még ebben az évben a Szerb–Horvát–Szlovén Királysághoz csatolták, ami 1929-től Jugoszlávia nevet vette fel. 1941-ben átmeneti időre ismét Magyarországhoz tartozott, 1945 után visszakerült jugoszláv fennhatóság alá. 1991 óta a független Szlovénia része.  2002-ben 488 lakosa volt.

## Neves személyek
- A település szülötte Simon Špilak (1986) kerékpárversenyző[6]
- Itt született Szerecz Imre Alajos (1890 - 1972) premontrei rendi szerzetes, tanár, író.[7]